# ウバイドゥッラー・スィンディー
ウバイドゥッラー・スィンディー(1872-1944, Ubaidullah Sindhi; ウルドゥー語: مولانا عبیداللہ سندھی, ‘Ubaidullāh Sindhī)はインド独立運動の政治活動家。1915年にアフガニスタンで樹立された最初のインド臨時政府の内務大臣を務めた。
デリーのジャーミア・ミッリーア・イスラーミーア大学で長期にわたって低給与で勤務し、同大学には彼の名を冠した男子学生寮がある。

## 出生から改宗まで
ウバイドゥッラー・スィンディーは1872年3月10日 にパンジャーブのシアールコートで生まれた。彼の家族はもともとスィク教徒であり、改宗前の名前はブーター・シン・ウーパール(Buta Singh Uppal)。彼のヒンドゥー教徒の友人が薦めたイスラームの書籍を読み始めたことがきっかけでイスラームに興味を持ち、1887年に改宗。名前を改めた。その後パンジャーブからスィンド州ゴトキ県に位置するブル・チューンディー・シャリーフに移り、ハーフィズ・ムハンマド・スィッディークのもとでスーフィズムを中心に学んだ。

## デーオバンド学院入学以降
1888年にデーオバンド学院入学を認められ、ラシード・アフマド・ガンゴーヒーやマフムード・ハサン・デーオバンディーのもとでイスラーム諸学を学んだ。1891年に学院を卒業すると、スィンド州サッカル近郊のアムロート・シャリーフ(Amrot Sharif)に移り、シンディーの師であったハーフィズ・ムハンマド・スィッディークの後継者であるタージ・マフムード・アムローティーとともにイスラーム教育に携わった。1901年にはダールル・イルシャード(Dār al-Irshād)学院を創設。7年ほど勤めた後、かつての師マフムード・ハサン・デーオバンディーの要請を受け、1909年にデーオバンド学院へと戻った。そこでマフムード・ハサンが立ち上げたジャーミアトゥル・アンサールに加わり、反英地下運動を積極的に行ったため、多数のデーオバンド学院指導者たちから疎外された。その後デリーへと活動拠点を移し、ハキーム・アジュマル・ハーンやムフタール・アフマド・アンサーリーらと協力して1912年にナッザーラトゥル・マアーリフ(Naẓẓāra al-ma'ārif, نظّاره المعارف)学院を設立した。

## 第一次世界大戦期におけるアフガニスタンでの反英活動
1914年に第一次世界大戦が始まると、マフムード・ハサンをはじめとするデーオバンド派の一部の活動家たちは、反英を軸とした汎イスラーム主義を推進した。彼らは英領インドの北西辺境州部族地域での反乱を計画し、1915年10月にカーブルに向かった。ハサンはヒジャーズのガリブ・パシャ(Galib Pasha)やドイツの助けを求めるためにインドを離れ、スィンディーはアフガニスタン国王であったハビーブッラー・ハーンの支援を求めた。当初の計画ではマディーナに反英武装運動の本部を置き、インド支部をアフガニスタンに設置し、ハサンを軍事総司令官とする予定であった。またハビーブッラーに対しアフガニスタンによる英領インドへの宣戦布告を提案し、 彼の支援を取り付けた後にスィンディーたちはトルコへ移動、オスマン帝国カリフによるイギリスへの「ジハード」に参加する予定であった。しかし、最終的にはインド独立運動のために汎イスラム主義を活用することが最も望ましいと判断したため、彼らはアフガニスタンに留まった。 
1915年末ににシンディーらはカーブルでベルリンのインド独立委員会とドイツ帝国陸軍が派遣した「ニーダーマイヤー・ヘンティヒ遠征隊」と面会。この遠征隊にはラージャー・マハンダラー・パラータープを筆頭に、日本でウルドゥー語を教授していた経歴をもつムハンマド・バラカトゥッラー、ドイツ人将校のニーダーマイヤーやヘンティヒがいた。彼らはハビーブッラーの支援を得て、英領インドへの作戦を考えていた。そして1915年12月1日、ハビーブッラーや遠征隊の立ち合いのもと、インド臨時政府が設立された。パラータープが大統領、バラカトゥッラーが首相、スィンディーがインド内務大臣、チェムパカラマン・ピッライが外務大臣を務めた。 彼らはガリブ・パシャの支援を得て、イギリスに対するジハードを宣言。ロシア帝国（のちにソ連）、日本、中華民国に承認を求めた。1917年にロシアで二月革命が起こると、彼らはソビエト指導部と交流を図った。1918年にパラータープはペトログラードでトロツキーと面会し、英領インドに対する動員を要請したが失敗に終わった。
1919年にハビーブッラー・ハーンが暗殺された後、政権を握ったアマーヌッラー・ハーンがイギリスに対して第三次アフガン戦争を起こした。そのさいスィンディーは若きアマーヌッラーを激励していたが、戦線が膠着し、停戦協定が結ばれた。そしてアフガニスタンにおけるインド臨時政府の解散を余儀なくされ、スィンディーはアフガニスタンを離れた。

## 第一次世界大戦以降の活動
スィンディーはアフガニスタンからロシアへ渡り、ソビエト連邦指導部の公式的なゲストとして7か月間滞在した。当時重病を患っていたレーニンとの面会は叶わなかったものの、彼はこの滞在で社会主義について見聞を深めた。1923年にトルコに赴き、イスタンブールで「インド独立憲章」を公表した。そして1927年にアラビア半島のマッカに向けて出発し、1929年まで同地に留まった。

## 晩年
1936年にインド国民会議はスィンディーのインド帰還を要求し、イギリスはこれを承認した。そして1938年にサウジアラビアからカラチ港に到着した。その後デリーに赴き、サイード・アフマド・アクバラーバーディーにシャー・ワリーウッラーの『究極の神の明証(Hujjat Allah al-baligha)』を教授し、後日それを編纂して出版した。スィンディーはインド分割（パキスタン構想）に反対し、1941年6月にタミルナドゥのクームバコーナムで統一インドを支持する会議を主導した。1944年、娘が住むラヒーム・ヤール・ハーンに向かったが、そこで病に倒れ、1944年8月21日に亡くなった。

## 記念切手
パキスタン郵便は1990年に「独立の先駆者たち(Pioneers of Freedom)」シリーズの一環で、ウバイドゥッラー・スィンディーの記念切手を発行している。

## 著作
- 『シャー・ワリーウッラーと彼の政治運動（Shāh Walīullāh aur un kī siyāsī taḥrīk）』
- 『革命の方法（Unvān-i inqilāb）』
- 『シャー・ワリーウッラーの哲学（Shāh Walīullāh aur un kā falsafah）』
- 『カーブルの７年間（Kābul men sāt sāl）』
- 『革新的なイマームの定義序説（al-Tamhīd li-taʿrīf aʾimmat al-tajdīd）』
- 『預言者ムハンマドと明瞭なクルアーン（an-Nabī al-amīn va al-Qurʾān al-mubīn）』
- 『日記と書簡集（Zātī ḍāʾirī aur ek tārīkhī khit̤āb）』

。